# Історія освоєння мінеральних ресурсів Латвії

Історія освоєння мінеральних ресурсів Латвії
Видобуток кременю почався у VIII–IX тис. до н.е (родовища в долині річки Даугава). Використання червоної вохри відоме з IV тис. до н.е, бурштину — з III тис. до н.е В другій половині I тис. до н.е з місцевих болотних руд стали виплавляти залізо (давні плавильні печі виявлені поблизу Снієтіні).
Видобуток будівельних матеріалів відомий з середніх віків, зокрема доломіту — з V ст. Цеглу з місцевої сировини стали виготовляти в XIII ст. (Турайдська фортеця, 1214 р.) і протягом XIII–XVI ст. розширювали її застосування при будівництві фортець. У 1225–1226 рр. видані перші привілеї на володіння рудними жилами ризькому єпископу Альберту та магістру ордену меченосців Фольквіну. У XVII ст. в Курляндії 17 мануфактур переробляли болотну залізну руду. З XV ст. відомий курорт Балдонє з мінеральними водами. 
У XVIII ст. в Курземе була проведена класифікація місцевих руд за якістю і складений загальний список родовищ корисних копалин, в т. ч. джерел мінеральних вод. У XVII–XVIII ст. діяло 10 скляних заводів, що працювали на місцевому піску і вапні. З XVIII ст. почалося використання торфу як палива (Курземе, Відземе). В цей час Курляндія монополізувала збір і обробку високоякісного бурштину, який став важливою статтею експорту. 
В XIX ст. розвивалася промисловість будівельних матеріалів (133 цегельних заводи), ширилося виробництво цементу (на білих глинах з Відземе), вівся видобуток гіпсу та доломіту. З 1839 р. на курорті Кемері використовують мінеральні води. Торф, який видобували здавна, і в XIX і XX ст. залишався основною енергетичною сировиною Латвії. 
За оцінками експертів на початку XXI ст. промислове значення на території країни мають торф, вапняки, доломіт, глини, піски, піщано-гравійний матеріал. Сучасна гірнича промисловість країни обмежена видобутком торфу і будівельних матеріалів, включаючи глини, доломіт, гіпс, вапняк, скляні піски, будівельні піски і гравій. Частка гірничої промисловості у ВВП становить 0,2 % (на 1998-99 рр.). В ній зайнято 4000 чол. Найважливіші галузі гірництва — видобуток торфу і нерудних будівельних матеріалів. Розробляється 85 родовищ торфу. Торф добувається в основному фрезерним способом. Для виробництва цементу видобувають вапняки (родовища Сатіні-Сесілє, Кумас) і цементну глину (родовища Броцени, Ліберти). Видобувають керамзитові глини (Аузани, Ніцгале і Куправа). Доломіт для виробництва щебеню видобувають на родовищах Біржі, Айвієксте, Калнціємс, Дарзціємс та ін. Пісок і гравій видобувають на 20 великих і 100 дрібних кар’єрах. Переробляють металічний скрап та імпортовану залізну руду і щомісячно одержують 38-42 тис.т металовиробів. Широко використовуються артезіанські (понад 8 тис. артезіанських свердловин) та мінеральні води. Витрати свердловин 200 (Балдонє) — 600 (Кемері) м³/добу.
Підготовку кадрів гірничо-геологічного профілю здійснювали (до 1952 р.) в Латвійському університеті та вищих навчальних закладах інших країн.